# Parlamentní volby v Togu v roce 1994
Parlamentní volby v Togu se konaly 6. února 1994. Ve 24 volebních obvodech se konalo druhé kolo 18. března 1994. Jednalo se o první parlamentních volby od 60. let 20. století, ve kterých mohlo kandidovat více politických stran.

## Volební výsledky
| Politická strana                    | Hlasy     | %       | Mandáty | */- |
| ----------------------------------- | --------- | ------- | ------- | --- |
| Akční výbor pro obnovu              |           |         | 36      | ▲36 |
| Rassemblement du Peuple Togolais    |           |         | 35      | ▼42 |
| Tožská unie pro demokracii          |           |         | 7       | ▲36 |
| Unie pro spravedlnost a demokracii  |           |         | 2       | ▲2  |
| Koordinace nových sil               |           |         | 1       | ▲1  |
| Celkem                              |           | 100 %   | 81      |     |
|                                     |           |         |         |     |
| Platných hlasů                      | 1 263 334 | 97,12 % |         |     |
| Neplatných hlasů                    | 37 407    | 2,88 %  |         |     |
| Celkem hlasů                        | 1 300 741 | 100 %   |         |     |
| Registrovaných voličů/volební účast | 1 998 051 | 65,10 % | .       | .   |

## Situace po volbách
Po volbách podala RPT stížnost k Nejvyššímu soudu, který následně zneplatnil volbu tří mandátů. Přesto si opoziční strany udržely v Národním shromáždění většinu a za předsedu vlády nominovaly předsedu Akčního výboru pro obnovu (CAR) Yawoviho Agboyiba. Prezident Gnassingbé Eyadéma však jeho nominaci odmítl a místo toho jmenoval předsedu Tožské unie pro demokracii (UTD) Edema Kodja. Následně CAR odstoupila z vládní koalice a nahradila ji RPT.
V srpnu 1996 se konaly doplňovací volby do tří křesel, jejichž volbu zrušil soud. Všechna obsadila RPT.